# Ascalaphus stigma
Ascalaphus stigma är en insektsart som beskrevs av Schneider 1828. Ascalaphus stigma ingår i släktet Ascalaphus och familjen fjärilsländor. Inga underarter finns listade i Catalogue of Life.